# Linjiang (köping)
Linjiang (kinesiska: 临江, 临江镇) är en köping i Kina. Den ligger i provinsen Heilongjiang, i den nordöstra delen av landet, omkring 590 kilometer nordost om provinshuvudstaden Harbin.
Genomsnittlig årsnederbörd är 960 millimeter. Den regnigaste månaden är juli, med i genomsnitt 194 mm nederbörd, och den torraste är januari, med 14 mm nederbörd.